# Calvin Russell
Calvin Russell Kosler, noto come Calvin Russell (Austin, 1º novembre 1948 – Garfield, 3 aprile 2011), è stato un cantautore e chitarrista statunitense di genere blues e roots rock.

## Biografia
Quarto di nove figli e cresciuto in una famiglia poverissima, se ne va di casa a 15 con direzione San Francisco senza avere successo, ritorna e suona in piccoli locali in una band locale The Cavemen. Per arrotondare comincia a spacciare prima cocaina, poi LSD e usa una carta di credito rubata. Entra ed esce di prigione. Tenta la fortuna in Messico dove viene anche lì arrestato. Al ritorno in patria viene di nuovo arrestato ed in cella incontra un detenuto che gli fa ascoltare  For The Sake of the Song e Live at Old Quarter di Townes Van Zandt. Cerca di imitarlo ed incide un demo tape di 22 brani con l'obiettivo di farlo sentire al musicista texano Charlie Sexton. È il 1988, durante una festa ad Austin in cui partecipava Sexton fece un breve set sul palco, Patrick Mathe proprietario della New Rose Records ne che rimase colpito e decise di scritturarlo.
Mathé gli pubblicò l'album d'esordio A Crack in Time uscito nel 1990 che ottenne un buon successo in Europa dove fece anche un tour per la promozione del disco, successo che in misura minore ottenne poi anche in patria.
Pubblicò poi oltre una decina di album per varie etichette. Per tutto il corso della sua vita combatté contro l'abuso di alcool e droghe.
Morì nel 2011 dopo una lunga battaglia contro il cancro ai fegato. Ha lasciato due figli.

## Discografia

### Album in studio
- 1990: A Crack in Time (New Rose/SPV Recordings)
- 1991: Sounds From The Fourth World (New Rose/SPV Recordings)
- 1992: Soldier (New Rose/SPV)
- 1995: Dream of The Dog (SPV Recordings)
- 1997: Calvin Russell (Last Call/SPV Recordings/Columbia)
- 1999: Sam (SPV Recordings/Columbia)
- 2001: Rebel Radio (SPV Recordings/Freefalls Entertainment/Dixiefrog)
- 2005: In Spite of It All (SPV Recordings)
- 2007: Unrepentant (XIII BIS)
- 2009: Dawg Eat Dawg (XIII BIS) con Gérard Lanvin

### Album dal vivo
- 1993: Le Voyageur - (New Rose/SPV)
- 2000: Crossroad - (Last Call)
- 2006: Live at the Kremlin (New Rose)
- 2011: The Last Call, In The Heat Of A Night.. - CD/DVD (XIII BIS)
- 2010: Contrabendo - (XIII BIS)
- 2010: Contrabendo part 2 - (Last Call Records)

### Singoli
- 1985: "Behind Eight Ball/Baby I Love You" (MPPA)
- 1991: "You're My Baby/Baby I Love" (New Rose)
- 1991: "Crossroads/"Rockin' The Republicans" (New Rose)
- 1992: "Soldier" (New Rose)
- 1993: "This Is Your World" (New Rose)
- 1997: "Crossroads" (Columbia)

### Raccolte
- 1997: The Story Of Calvin Russell - This Is My Life (SPV Recordings/Columbia)
- 2004: A Man In Full - The Best of Calvin Russell (Last Call)

### Collaborazioni

#### Album
- 1988: The Characters - Act I (Full Blast)